# Branscombe Richmond
Branscombe Leo Charles Richmond (ur. 8 sierpnia 1955 w Los Angeles w Kalifornii) – amerykański aktor charakterystyczny, kaskader, producent i reżyser, znany w Polsce z postaci Roberta Sixkillera z serialu Renegat.

## Filmografia

### Filmy
- 1976: Dwuminutowe ostrzeżenie (Two-Minute Warning) jako widz z krwią na rękach
- 1977: Generał MacArthur (MacArthur) jako koreański żołnierz
- 1977: The Kentucky Fried Movie jako strażnik (segment „A Fistful of Yen”)
- 1980: Waikiki (TV) jako Walter Kaamanu
- 1984: Star Trek III: W poszukiwaniu Spocka (Star Trek III: The Search for Spock) jako klingoński strzelec 2
- 1984: Wyścig armatniej kuli II (Cannonball Run II) jako motocyklista
- 1985: Komando (Commando) jako Vega
- 1986: Słoneczny wojownik (Firewalker) jako meksykański mężczyzna walczący w barze
- 1987: Ukryty (The Hidden) jako Roberts
- 1987: Nie ma bezpiecznej przystani (No Safe Haven) jako Manuel
- 1988: Szalony Jackson (Action Jackson) jako bandyta na basenie 2
- 1988: Nowe przygody Pippi Langstrumpf (The New Adventures of Pippi Longstocking) jako Fridolf
- 1988: Bohater i Strach (Hero and the Terror) jako Victor
- 1989: Licencja na zabijanie (Licence to Kill) jako bywalec baru
- 1989: Klatka (Cage) jako Diablo
- 1990: Wygrać ze śmiercią (Hard to Kill) jako Max Quentero
- 1990: Joe kontra wulkan (Joe Versus the Volcano) jako Waponi
- 1991: Niezawodna obrona (The Perfect Weapon) jako barman
- 1991: Harley Davidson i Marlboro Man (Harley Davidson and the Marlboro Man) jako wielki Indianin
- 1991: Ostry poker w Małym Tokio (Showdown in Little Tokyo) jako mężczyzna w drzwiach
- 1991: Jak obrobić Beverly Hills (The Taking of Beverly Hills) jako Benitez
- 1991: Niesforna Zuzia (Curly Sue) jako Albert
- 1991: Wielki Kanion (Grand Canyon) jako Ace Cop
- 1992: Żelazny Orzeł 3 – Asy (Aces: Iron Eagle III) jako gwałtownik
- 1992: Sweet Justice jako motocyklista
- 1992: Artykuł 99 (Article 99) jako zielony beret czekający w kolejce
- 1992: Powrót Batmana (Batman Returns) jako przerażający klaun 1
- 1992: Pierścień śmierci (Death Ring) jako pan Cross
- 1992: Kolumb odkrywca (Christopher Columbus: The Discovery) jako wódz Indian
- 1992: Nemesis (Nemesis) jako Meksykańczyk
- 1993: Bar Zachodzącego Słońca (Sunset Grill) jako członek gangu
- 1993: Cel: Alexa 2 (CIA II: Target Alexa) jako generał Mendoza
- 1994: Gliny z Vegas (Hard Vice) jako Tony
- 2002: Król Skorpion (The Scorpion King) jako Jesup
- 2004: Czarna Chmura (Black Cloud) jako Peter
- 2005: Angels with Angels jako El Capitan
- 2006: Taken by Force jako Dakota
- 2008: Chłopaki też płaczą (Forgetting Sarah Marshall) jako Keoki
- 2011: Urodzony motocyklista (Born to Ride) jako Dean
- 2011: Żona na niby (Just Go with It) jako barman
- 2011: Surferka z charakterem (Soul Surfer) jako Ben Aipa
- 2012: Podróż na Tajemniczą Wyspę (Journey 2: The Mysterious Island) jako przewodnik wycieczki
- 2019: Apex Legends jako Gibraltar (głos)
- 2020: Na straży prawa (Disturbing the Peace) jako Big Dog

### Seriale TV
- 1980-1987: Magnum (Magnum, P.I.) jako Moki / Henchman / Smitty
- 1981: Aniołki Charliego jako Bob Ahuna
- 1983: Opowieści złotej małpy (Tales of the Gold Monkey) jako Paul
- 1984–1985: Riptide jako pomocnik Balmera / awanturnik / pomocnik Jamesa Sutherlanda
- 1985: Niebezpieczne ujęcia (Cover Up) jako Luck
- 1985: Airwolf jako Jimmy Oshiro / Alonzo Delomo Men
- 1985–1986: Nieustraszony (Knight Rider) jako pomocnik
- 1985–1986: Drużyna A (The A-Team) jako pomocnik Ifkera / Blair
- 1985–1988: MacGyver jako Grade / strażnik
- 1986: Największy amerykański bohater (The Greatest American Hero) jako właściciel baru
- 1986-1988: Detektyw Hunter (Hunter) jako Richard Wing Boysquad / bandyta / Closkey
- 1987: Piękna i Bestia (Beauty and the Beast) jako bandyta
- 1987: The Highwayman jako Geronimo
- 1987–1990: Gliniarz i prokurator (Jake and the Fatman) jako Bill Kulakai / Lester Trent / Koko
- 1988: Paradise, znaczy raj (Paradise) jako Howard
- 1989: Dzień za dniem (Life Goes On) jako Dave Gage
- 1989: Szpital pod palmami (Island Son) jako Johnny K
- 1991: Prawnicy z Miasta Aniołów (L.A. Law) jako dr Landale
- 1992–1997: Renegat (Renegade) jako Robert „Bobby” Sixkiller
- 1998: Strażnik Teksasu (Walker, Texas Ranger) jako zastępca szeryfa George Czarny Lis
- 1998: Air America jako Fantini
- 2000: Nash Bridges
- 2001: Sprawiedliwość na 18 kołach (18 Wheels of Justice) jako Green Richard
- 2002: Power Rangers Wild Force jako pan Enrile
- 2003: Wstrząsy (Tremors) jako Harlowe Winnemucca
- 2004: Czarodziejki (Charmed) jako zawzięty demon
- 2005: Gotowe na wszystko (Desperate Housewives) jako więzień nr 3
- 2005: Joey jako Ray
- 2011: Hawaii Five-0 jako Saloni
- 2016: Roadies jako Puna
- 2016–2019: Chicago Med jako Keoni